# Paweł Halaba
Paweł Halaba (Płock, 14 dicembre 1995) è un pallavolista polacco.

## Palmarès

### Nazionale
- Universiade 2019